# Kilimanjaro (region)

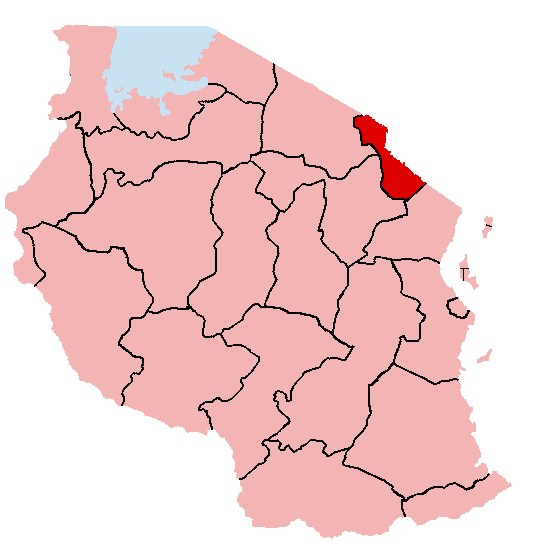
Regionen Kilimanjaros läge i Tanzania.

Kilimanjaro är en av Tanzanias 26 regioner och är belägen i den nordöstra delen av landet, vid gränsen mot Kenya. Regionen har en beräknad folkmängd av 1 602 530 invånare 2009 på en yta av 13 309 km², vilket gör en befolkningsdensitet på 115 invånare/km². Administrativ huvudort och största stad är Moshi. Kilimanjaro, Afrikas högsta berg, dominerar den nordvästra delen och har gett regionen dess namn. 

## Administrativ indelning
Regionen är indelad i sex distrikt:
- Hai
- Moshi landsbygd
- Moshi stad
- Mwanga
- Rombo
- Same

## Större orter
Regionens största stad är Moshi, och ytterligare fyra orter hade över 10 000 invånare vid senaste folkräkningen, som gjordes år 2002.  
| Ort        | Distrikt   | Yta (km²)     | Invånarantal 2002 | Invånarantal 2009 |
| ---------- | ---------- | ------------- | ----------------- | ----------------- |
| Moshi      | Moshi stad | 59,77         | 143 799           | 192 501           |
| Hai Mjini  | Hai        | 54,81         | 17 674            | Ingen uppgift     |
| Same Mjini | Same       | 278,40        | 16 819            | Ingen uppgift     |
| Hedaru     | Same       | Ingen uppgift | 14 179            | Ingen uppgift     |
| Mwanga     | Mwanga     | 141,52        | 12 329            | Ingen uppgift     |